# Yuka Ishii
Yuka Ishii (石井 遊佳, Ishii Yūka, née en 1963) est une autrice japonaise. Son livre Hyakunen doro (La  boue des 100 ans) a remporté le 154e Prix Akutagawa et le49ème Prix Shincho.

## Biographie
Yuka Ishii est née à Hirakata, Osaka et y a vécu pendant ses premières années d'école,. Elle déménage ensuite à Tōkyō, où elle sort diplômée de l'Université Waseda. Elle occupe divers emplois à temps partiel, notamment vendeuse de grands magasins et hôtesse de snacks, tout en écrivant des histoires pendant son temps libre,. Après avoir manqué remporter un prix littéraire à 33 ans, elle retourne chez ses parents à Osaka pour essayer d'écrire à plein temps. En 2000, elle décide de reprendre ses études à Tōkyō, pour étudier le bouddhisme à l'Université de Tokyo.
En 2014, Ishii déménage à Madras (Chennai), en Inde, où son mari travaille comme chercheur en langue sanskrite, et elle-même donne des cours de japonais.
Elle fait ses débuts littéraires à 54 ans avec son roman Hyakunen doro La  boue des 100 ans), sur les conséquences d'une inondation qui ne se produit qu'une fois par siècle. L'histoire est basée sur ses expériences à Madras lors des inondations de 2015 dans le sud de l'Inde. Hyakunen doro remporte le prix Shincho des Nouveaux Écrivains. Il remporte également le prestigieux prix Akutagawa, qu'elle a partagé avec Chisako Wakatake.
Gabriel García Márquez et Yukio Mishima sont deux de ses auteurs préférés